# Fotbollskanalens hederspris
Fotbollskanalens hederspris delas sedan 2007 ut av TV4/Fotbollskanalen och Svenska Fotbollförbundet i samband med Fotbollsgalan och ska gå till en spelare eller ledare som gjort stora insatser för svensk fotboll.
Priset består av en ring i vitt guld med svarta diamanter som bildar ett mönster av fotbollsskor och fotbollar, och är designat av guldsmeden Carl-Adam Stjernswärd.

## Pristagare
- 2007 – Marta[3]
- 2008 – Zlatan Ibrahimović[4]
- 2009 – Lennart Johansson[5]
- 2010 – Bob Houghton[6]
- 2011 – Kurt Hamrin[7]
- 2012 – Fredrik Ljungberg[8]
- 2013 – Lars-Åke Lagrell[9]
- 2014 – Tommy Svensson[10]
- 2015 – Therese Sjögran[11]
- 2016 – Tord Grip[12]
- 2017 – Pia Sundhage[13]
- 2018 – Lotta Schelin[14]
- 2019 - Sven-Göran Eriksson[15]
- 2020 – Happy Lovesan[16]
- 2021 – Roy Hodgson[17]
- 2022 – Anette Börjesson[18]
- 2023 – Tommy Söderberg[19]
- 2024 – Marika Domanski Lyfors[20]